# Icona Madre di Dio della Passione
L'Icona Madre di Dio della Passione è un dipinto tempera su tavola di autore ignoto risalente al XV secolo, conservato come pala d'altare nella chiesa di San Bartolomeo di Olera, frazione di Alzano Lombardo. Il dipinto è collegabile alla scuola del cretese Andrea Rizo da Candia

## Storia
La chiesa dedicata a san Bartolomeo Apostolo risalente al 1471, conserva nella cappella laterale dedicata alla Vergine una tavola dorata e dipinta che venne citata negli atti della visita pastorale del vescovo Vittore Soranzo che la visitò il 4 ottobre 1547 relazionando: "satis decenter constructa, cum tribus altaribus et cum singula icona pulchra". Questo parrebbe confermare la presenza di una tavola dipinta, ma non obbligatoriamente collegarla al polittico del Cima da Conegliano che fu indicato nelle relazioni della visita del 22 settembre 1575 di san Carlo Borromeo con la citazione: un'opera grande dorata posta sull'altare maggiore, ma anche una ancora dorata sull'altare della Madonna.
Non è possibile conoscere la provenienza dell'opera perché i registri conservati negli archivi parrocchiali furono distrutti durante l'epidemia del 1630. Non può considerarsi veritiera la notizia tramandata che il dipinto fu acquistato dal frate olerano Tommaso Acerbis che si era allontanato diciassettenne dalla frazione per vivere come questuante in alcune località del Tirolo e del Veneto, ma l'indicazione della tavola nelle visite pastorali già del 1547, fanno ritenere questa informazione non plausibile. Serve inoltre considerare che dal 1428 il territorio orobico si trovava sotto la Repubblica di Venezia e molti artigiani e commercianti si spostarono verso la città lagunare per lavoro diventando sufficientemente ricchi da poter acquistare e commissionare oggetti e dipinti di buon valore artistico da offrire poi alle chiese dei territori d'origine, donazioni che dovevano anche testimoniare la ricchezza raggiunta da questi migranti in terra veneziana.
Sicuramente l'opera viene citata negli atti che nella prima metà del XIX secolo, quando il parroco a nome della fabbriceria, volendo ricostruire la chiesa, chiese alle autorità della Regia Prefettura Provinciale, la possibilità di vendere le opere d'arte conservate, autorizzazione che i fabbricieri non ottennero.
La tavola fu oggetto di studio sia iconografico che storico nel 1993 da parte dell'istituto del restauro "I. Grabar" curata dal professore Adol'f Nikolaevic Ovinnikov.

## Descrizione
La tavola si presenta in buone condizioni ed è ricca di simbologia.
La tavola è stata inizialmente ricoperta di una patina d'oro su cui l'artista ha lavorato con il bulino per incidere le aureole. Il dorato raffigura la luce di Dio. Un ulteriore trama venne posta sulla veste del Gesù Bambino. 

 La tavola è stata sicuramente ridotta nella parte inferiore e superiore probabilmente per poterla adattare alla collocazione. 

Sulla parte superiore, agli angoli del dipinto, sono rappresentati l'arcangelo Gabriele con il vaso di aceto, la spugna e la lancia. Indossa gli abiti rossi con mantello blu tipici della raffigurazione di Cristo, e quello Michele con la croce. Entrambi si presentano con le mani coperte in segno di adorazione di fronte al manifestarsi della divinità (teofania). L'atteggiamento sta a testimoniare il riconoscere nel Bambino, Dio fatto uomo attraverso i simboli della passione e della resurrezione.
Nella lettura dei colori della tavola è possibile leggere il messaggio evangelico. Il Bambino riporta l'iconografia del martirio nella simbologia del sandalo che ha perso rappresentante il timore del martirio, ma la cintura che porta alla vita di colore rosso, unico elemento rosso del dipinto, rappresenta la sua forza divina. La tunica indossata dal Bambino con pieghe e ricami, ha un riferimento alla morte,  al drappo funerario, raffigurazione presente nel XIII e XIV secolo nella cultura paleologa. La Vergine indossa un manto rosso porpora, segno del suo essere persona divina, sopra un abito blu per ricordare la sua condizione umana, i colori che sono quelli del Figlio. I ricami sulla veste dono dorati, e disegnano tre stelle che sono un antico simbolo dell'arte siriana e voglio rappresentare la sua verginità.
La tavola presenta anche alcune iscrizioni che sia negli angli superiori che sul nimbo del Bambino.
Tutti i particolari artistici di quest'opera sono quindi riconducibili a Andrea Rizzo di scuola cretese, anche se medesime caratteristiche sono presenti in opere precedenti.